# Phlegra desquamata
Phlegra desquamata là một loài nhện trong họ Salticidae.
Loài này thuộc chi Phlegra. Phlegra desquamata được Embrik Strand miêu tả năm 1906.